# Cúp quốc gia Wales 1969–70
Cúp quốc gia Wales FAW 1969–70 là mùa giải thứ 83 của giải đấu bóng đá loại trực tiếp hàng năm dành cho các đội bóng ở Wales.

## Từ viết tắt
Tên giải đấu nằm sau tên các câu lạc bộ.
- CCL - Cheshire County League
- FL D2 - Football League Second Division
- FL D3 - Football League Third Division
- FL D4 - Football League Fourth Division
- SFL - Southern Football League
- WLN - Welsh League North
- WLS - Welsh League South

## Vòng Năm
Vòng này bao gồm 9 đội thắng ở vòng Bốn và 7 đội mới.
| Số thứ tự trận | Đội nhà         | Tỉ số | Đội khách         |
| -------------- | --------------- | ----- | ----------------- |
| 1              | Chester (FL D4) | 6–0   | Llandudno Borough |

## Vòng Sáu
| Số thứ tự trận | Đội nhà         | Tỉ số | Đội khách      |
| -------------- | --------------- | ----- | -------------- |
| 1              | Chester (FL D4) | 3–1   | Llanelli (WLS) |

## Bán kết
| Số thứ tự trận | Đội nhà                 | Tỉ số | Đội khách             |
| -------------- | ----------------------- | ----- | --------------------- |
| 1              | Cardiff City (FL D2)    | 2–2   | Swansea Town (FL D4)  |
| ’‘đá lại’’     | Swansea Town (FL D4)    | 0–2   | Cardiff City (FL D2)  |
| 2              | Hereford United (FL D4) | 3–3   | Chester (FL D4)       |
| ’‘đá lại’’     | Chester (FL D4)         | 3–0   | Hereford United (SFL) |

## Chung kết
| Số thứ tự trận | Đội nhà              | Tỉ số | Đội khách            |
| -------------- | -------------------- | ----- | -------------------- |
| 1              | Chester (FL D4)      | 0–1   | Cardiff City (FL D2) |
| 1              | Cardiff City (FL D2) | 4–0   | Chester (FL D4)      |